# TAI Anka

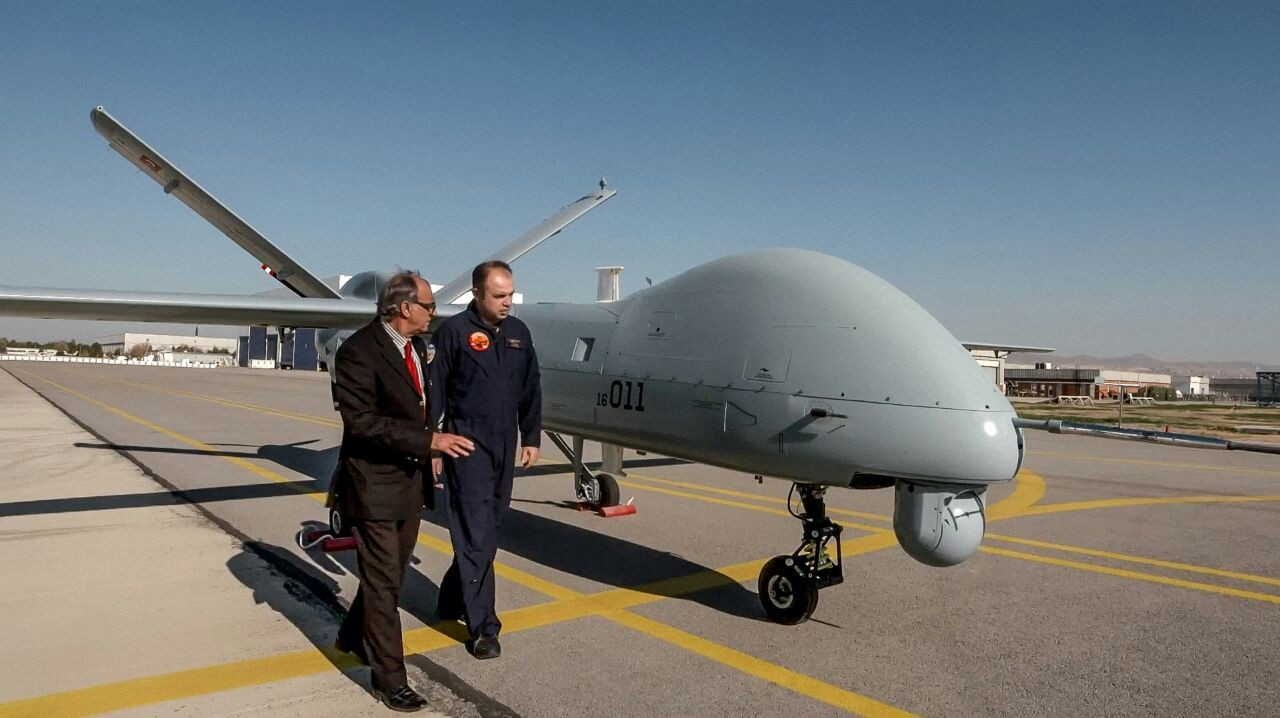
Anka-S, оснащений супутниковим зв'язком

Anka (тур. Türk Havacılık ve Uzay Sanayii A.Ş. Anka або скорочено тур. TUSAŞ Anka; англ. TAI Anka) — розвідувальний та ударний безпілотний літальний апарат (БПЛА) розробки Турецької авіаційної та космічної компанії (тур. Türk Havacılık ve Uzay Sanayi AŞ (TUSAŞ) або англ. TAI - Turkish Aerospace Industries, Inc.).

## Історія
Роботи по створенню БПЛА Анка розпочались у 2004 році турецькою компанією Türk Havacılık ve Uzay Sanayi AŞ (TUSAŞ). Перший політ був здійснений у 2010 році. В 2013 стало відомо про перше їх замовлення для Збройних Сил Туреччини.
Турецька компанія розробила дві версії літального апарата: Anka Block A та Anka Block B (Anka-S). У першому варіанті бойова машина здатна виконувати розвідувальні функції, а Anka-S може нести додаткове навантаження — бомби та ракети.
БПЛА Анка обладнаний системою технічного огляду високої роздільної здатності з інфрачервоною камерою, лазерним цілевказівником-далекоміром, радаром із синтезованою апертурою, захищеною системою передавання даних та бортовим комп'ютером турецької розробки.
11 січня 2022 року компанія TAI повідомила, що літальний апарат Anka під час виконання завдання у одному польоті провів у повітрі рекордні 30,5 годин.

## Тактико-технічні характеристики
Технічні характеристики БПЛА Anka:
- Розмах крила: 17,5 метрів
- Довжина: 8 метрів
- Вага: близько 1700 кг
- Вага корисного навантаження: 350 кг
- Крейсерська швидкість: 200 км за годину
- Радіус дії: до 250 км
- Час польоту: понад 30 годин
- Практична стеля: 9 км

## Оператори
- Казахстан:
  - Повітряні сили Казахстану до 2023 року отримають 3 одиниці БПЛА Анка, 2 наземні станції управління, а також пакет логістичної підтримки (технічна документація, навчання та запасні частини).
- Туреччина

### Туніс
У 2020 році міністерство оборони Тунісу і турецька компанія TUSAŞ уклали угоду про постачання північноафриканській країні безпілотників Anka-S.
Договору на постачання безпілотників передували майже два роки переговорів.
За неофіційними даними, вартість контракту склала $ 240 млн. За ці гроші Туніс отримає шість безпілотників і три наземні станції управління. Для компанії це перший експортний контракт.
Наприкінці вересня 2021 року до Тунісу були доставлені перші два безпілотники Anka-S.